# Temporada 2000 del Open by Nissan
La Temporada 2000 del Open Telefónica by Nissan es la tercera edición de este campeonato. 

## Novedades en el campeonato
- En las rondas donde no hay tests de jueves, se disputan cuatro rondas de libres (3 de 45 minutos y la última de media hora), el viernes, en lugar de dos.
- A partir de la cuarta ronda, se pueden utilizar dos bombas de gasolina en los monoplazas.

## Calendario
Tests
| N.º | Circuito               | Localización | Fecha           |
| --- | ---------------------- | ------------ | --------------- |
| 1   | Circuito de Albacete   | Albacete     | 18 de diciembre |
| 2   | Circuit de Catalunya   | Montmeló     | 14 de marzo     |
| 3   | Circuito Ricardo Tormo | Cheste       | 16 de marzo     |

Temporada
| Ronda | Circuito                       | Localización               | Fecha          |
| ----- | ------------------------------ | -------------------------- | -------------- |
| 1     | Circuito Ricardo Tormo         | Cheste                     | 26 de marzo    |
| 2     | Circuit de Catalunya           | Montmeló                   | 16 de abril    |
| 3     | Circuito del Jarama            | San Sebastián de los Reyes | 21 de mayo     |
| 4     | Circuito de Albacete           | Albacete                   | 18 de junio    |
| 5     | Circuito de Nevers Magny-Cours | Nevers                     | 16 de julio    |
| 6     | Donington                      | Donington                  | 6 de agosto    |
| 7     | Autódromo de Monza             | Monza                      | 1 de octubre   |
| 8     | Circuito Ricardo Tormo         | Cheste                     | 5 de noviembre |

## Escuderías y pilotos participantes
† El piloto francés Mathieu Vidal, que probablemente iba a disputar parte de la temporada con la escudería Epsilon by Graff, falleció unos días después de sufrir un grave accidente a unos 200 km/h en la chicanne Nissan (la que se eliminó del trazado de F1 a partir de 1995) durante el segundo test de pretemporada que se disputó en el Circuit de Catalunya.
| Escudería                  | N.º | Pilotos                | Rondas    |
| -------------------------- | --- | ---------------------- | --------- |
| Adrián Campos Motorsport   | 1   | Antonio García         | Todas     |
| Adrián Campos Motorsport   | 2   | Patrice Gay            | Todas     |
| Scuderia Famá              | 3   | Diego Iencinella       | 1-2       |
| Scuderia Famá              | 4   | Joël Camathias         | Todas     |
| Scuderia Famá              | 16  | Paulo Alho             | 4, 6-7    |
| Venturini Racing           | 5   | Rui Aguas              | Todas     |
| Venturini Racing           | 6   | Matteo Bobbi           | Todas     |
| Ericsson Challenge by GTec | 7   | Laurent Delahaye       | Todas     |
| Ericsson Challenge by GTec | 8   | Rafael Sarandeses      | Todas     |
| Ergoline EC Motorsport     | 9   | Ángel Burgueño         | Todas     |
| Ergoline EC Motorsport     | 10  | Giovanni Anapoli       | 4         |
| Glückmann Racing           | 11  | Jordi Nogués           | 1-5,7-8   |
| Doors Engineering          | 14  | Andrea Belicchi        | Todas     |
| Doors Engineering          | 15  | Riccardo Ronchi        | 1         |
| Doors Engineering          | 23  | Fernando Navarrete     | 3-4       |
| Doors Engineering          | 30  | Francesca Pardini      | 7-8       |
| Formax Racing              | 17  | Tamás Illés            | 1-3       |
| Repsol Meycom              | 18  | Víctor Ordóñez         | Todas     |
| Doors Junior Team          | 19  | Alessandro Gavazzoni   | Todas     |
| Doors Junior Team          | 20  | Guillaume Greuet       | 1-2       |
| Epsilon by Graff           | 21  | Gregoire de Galzan     | Todas     |
| Epsilon by Graff           | 22  | Jean-Christophe Ravier | Todas     |
| Epsilon by Graff           | 26  | Jérôme Dalla Lana      | 4-5       |
| Elide Racing               | 24  | Santiago Porteiro      | 1-4, 6, 8 |
| Vergani Racing España      | 27  | Giuseppe Burlotti      | Todas     |
| Vergani Racing España      | 118 | Cristián Mackenna      | Todas     |
| Promodrive Racing          | 28  | Ezequiel Toia          | 1         |
| TCR Formax                 | 29  | Philippe Bennoliel     | 4         |

## Clasificaciones

### Pilotos
- Sistema de puntuación:

| Pos | 1  | 2  | 3  | 4  | 5 | 6 | 7 | 8 | 9 | 10 | VR |
| --- | -- | -- | -- | -- | - | - | - | - | - | -- | -- |
| Pts | 20 | 15 | 12 | 10 | 8 | 6 | 4 | 3 | 2 | 1  | 2  |

| Pos | Piloto                 | VAL | VAL | BAR | BAR | JAR | JAR | ALB | ALB | MAG | MAG | DON | DON | MON | MON | VAL | VAL | Retención  | Pts |
| --- | ---------------------- | --- | --- | --- | --- | --- | --- | --- | --- | --- | --- | --- | --- | --- | --- | --- | --- | ---------- | --- |
| 1   | Antonio García         | 2   | 1   | 6   | 2   | 1   | 4   | 10  | 4   | 4   | 1   | 2   | 2   | 9   | 3   | 2   | 1   | (218 - 19) | 199 |
| 2   | Giuseppe Burlotti      | 1   | 4   | 1   | 1   | 5   | 9   | 2   | 1   | 7   | 4   | 4   | 10  | 4   | 4   | 1   | 2   | (197 - 15) | 182 |
| 3   | Rui Aguas              | 3   | 6   | 2   | 3   | 2   | 12  | 9   | 2   | 1   | Ret | 5   | 5   | 3   | 2   | 4   | 3   | (168 - 8)  | 160 |
| 4   | Ángel Burgueño         | 4   | 3   | Ret | 6   | Ret | 2   | 4   | Ret | 5   | Ret | 1   | 1   | 6   | 6   | 9   | 5   |            | 127 |
| 5   | Patrice Gay            | 9   | 2   | 4   | 5   | Ret | 1   | 8   | Ret | 3   | 2   | 12  | 6   | Ret | 1   | 8   | 6   |            | 124 |
| 6   | Jean Christophe Ravier | 7   | 8   | 9   | DNS | Ret | 3   | 5   | 3   | 2   | 6   | 7   | 4   | 2   | Ret | DNS | 4   |            | 101 |
| 7   | Andrea Belicchi        | Ret | Ret | 10  | 10  | 10  | 5   | 1   | Ret | 8   | 3   | 3   | 11  | 1   | 5   | Ret | Ret |            | 90  |
| 8   | Laurent Delahaye       | 6   | 15  | Ret | 4   | 9   | Ret | 3   | Ret | 10  | Ret | 6   | 3   | 8   | Ret | 3   | Ret |            | 64  |
| 9   | Joël Camathias         | 8   | Ret | 5   | 7   | 3   | 6   | 6   | 8   | 14  | 10  | 9   | 9   | 12  | 8   | 7   | 10  | (55 - 1)   | 54  |
| 10  | Rafael Sarandeses      | 5   | 5   | Ret | 15  | 13  | 8   | Ret | Ret | 17  | 5   | 11  | 7   | Ret | 7   | 14  | Ret |            | 35  |
| 11  | Mateo Bobbi            | Ret | 7   | Ret | Ret | 6   | 10  | 16  | 9   | 16  | 7   | 8   | 8   | 10  | 9   | 5   | 11  |            | 34  |
| 12  | Jordi Nogués           | 15  | 16  | 3   | 14  | Ret | 7   | Ret | 7   | 13  | 8   |     |     | Ret | Ret | 10  | 7   |            | 28  |
| 13  | Victor Ordóñez         | 16  | 12  | 12  | 16  | 4   | Ret | 12  | 14† | 12  | 9   | 10  | 13  | 13  | 10  | 6   | 8   |            | 23  |
| 14  | Cristián Mackenna      | Ret | Ret | 7   | 9   | Ret | DNS | Ret | 6   | 15  | Ret | Ret | Ret | 5   | Ret | 12  | 9   |            | 22  |
| 15  | Jérôme Dalla Lana      |     |     |     |     |     |     | Ret | 5   | 6   | 13† |     |     |     |     |     |     |            | 14  |
| 16  | Grégoire De Galzan     | 11  | 13  | 13  | 17  | 7   | Ret | 13  | Ret | 9   | 12  | 14  | 14  | 7   | Ret | 11  | 12  |            | 10  |
| 17  | Guillaume Greuet       | Ret | 10  | 8   | 8   |     |     |     |     |     |     |     |     |     |     |     |     |            | 7   |
| 18  | Santiago Porteiro      | 10  | 11  | 14  | 12  | EX  | EX  | 7   | 10  |     |     | 13  | 12  |     |     | Ret | Ret |            | 6   |
| 19  | Alessandro Gavazonni   | 12  | 14  | 11  | 11  | 8   | Ret | Ret | Ret | 11  | 11  | Ret | Ret | 14  | DNS | 13  | 13  |            | 3   |
| 20  | Tamás Illés            | 14  | 9   | 16  | Ret | 12  | Ret |     |     |     |     |     |     |     |     |     |     |            | 2   |
| 21  | Paulo Alho             |     |     |     |     |     |     | 14  | 11  |     |     | Ret | 15  | 11  | Ret |     |     |            | 0   |
| 22  | Fernando Navarrete     |     |     |     |     | 11  | 11  | Ret | Ret |     |     |     |     |     |     |     |     |            | 0   |
| 23  | Giovanni Anapoli       |     |     |     |     |     |     | 11  | 13† |     |     |     |     |     |     |     |     |            | 0   |
| 24  | Francesca Pardini      |     |     |     |     |     |     |     |     |     |     |     |     | Ret | 11† | 15  | Ret |            | 0   |
| 25  | Philippe Benoliel      |     |     |     |     |     |     | 15  | 12  |     |     |     |     |     |     |     |     |            | 0   |
| 26  | Diego Iencinella       | 17  | Ret | 15  | 13  |     |     |     |     |     |     |     |     |     |     |     |     |            | 0   |
| 27  | Riccardo Ronchi        | 13  | Ret |     |     |     |     |     |     |     |     |     |     |     |     |     |     |            | 0   |
| 28  | Ezequiel Toia          | DNS | DNS |     |     |     |     |     |     |     |     |     |     |     |     |     |     |            | 0   |
| Pos | Piloto                 | VAL | VAL | BAR | BAR | JAR | JAR | ALB | ALB | MAG | MAG | DON | DON | MON | MON | VAL | VAL | Retención  | Pts |

| Color     | Resultado                                                               |
| --------- | ----------------------------------------------------------------------- |
| Oro       | Ganador                                                                 |
| Plata     | 2.ª plaza                                                               |
| Bronce    | 3.ª plaza                                                               |
| Verde     | Finalizó en los puntos                                                  |
| Azul      | Finalizó sin puntos                                                     |
| Azul      | NC - No clasificado                                                     |
| Violeta   | Ret - No terminó (Carrera)                                              |
| Rojo      | DNQ - No se clasificó                                                   |
| Negro     | DSQ - Descalificado                                                     |
| Blanco    | DNS - No empezó (carrera)                                               |
| Blanco    | WD - Retirado (fin de semana)                                           |
| Blanco    | C - Carrera cancelada                                                   |
| Sin color | DNP - Inscrito pero no participó                                        |
| Sin color | INJ - Lesionado                                                         |
| Sin color | EX - Excluido                                                           |
| Estado    | Resultado                                                               |
| Negrita   | Pole position                                                           |
| Cursiva   | Vuelta rápida                                                           |
| †         | Abandona, pero clasifica al completar el porcentaje requerido para ello |

### Escuderías
- Sistema de puntuación:

| Pos | 1  | 2  | 3  | 4  | 5 | 6 | 7 | 8 | 9 | 10 | VR |
| --- | -- | -- | -- | -- | - | - | - | - | - | -- | -- |
| Pts | 20 | 15 | 12 | 10 | 8 | 6 | 4 | 3 | 2 | 1  | 2  |

- Se coge el resultado del piloto de la escudería mejor posicionado en carrera, se incluyen también los puntos por vuelta rápida.

| Pos | Escudería                | VAL | VAL | BAR | BAR | JAR | JAR | ALB | ALB | MAG | MAG | DON | DON | MON | MON | VAL | VAL | Pts |
| --- | ------------------------ | --- | --- | --- | --- | --- | --- | --- | --- | --- | --- | --- | --- | --- | --- | --- | --- | --- |
| 1   | Adrián Campos Motorsport | 2   | 1   | 4   | 2   | 1   | 1   | 8   | 4   | 3   | 1   | 2   | 2   | 9   | 1   | 2   | 1   | 248 |
| 2   | Vergani Racing España    | 1   | 4   | 1   | 1   | 5   | 9   | 2   | 1   | 7   | 4   | 4   | 10  | 4   | 4   | 1   | 2   | 197 |
| 3   | Venturini Racing         | 3   | 6   | 2   | 3   | 2   | 10  | 9   | 2   | 1   | 7   | 5   | 5   | 3   | 2   | 4   | 3   | 173 |
| 4   | Ergoline EC Motorsport   | 4   | 3   | Ret | 6   | Ret | 2   | 4   | 13† | 5   | Ret | 1   | 1   | 6   | 6   | 9   | 5   | 127 |
| 5   | Epsilon by Graff         | 7   | 8   | 9   | 17  | 7   | 3   | 5   | 3   | 2   | 6   | 7   | 4   | 2   | Ret | 11  | 4   | 105 |
| 6   | Doors Engineering        | 13  | Ret | 10  | 10  | 10  | 5   | 1   | Ret | 8   | 3   | 3   | 11  | 1   | 5   | 15  | Ret | 90  |
| 7   | Ericsson C. by GTEC      | 5   | 5   | Ret | 4   | 9   | 8   | 3   | Ret | 10  | 5   | 6   | 3   | 8   | 7   | 3   | Ret | 89  |
| 8   | Scuderia Famá            | 8   | Ret | 5   | 7   | 3   | 6   | 6   | 8   | 14  | 10  | 9   | 9   | 11  | 8   | 7   | 10  | 55  |
| 9   | Glückmann Racing         | 15  | 16  | 3   | 14  | Ret | 7   | Ret | 7   | 13  | 8   |     |     | Ret | Ret | 10  | 7   | 28  |
| 10  | Repsol Meycom            | 16  | 12  | 12  | 16  | 4   | Ret | 12  | 14† | 12  | 9   | 10  | 13  | 13  | 10  | 6   | 8   | 23  |
| 11  | Doors Junior Team        | 12  | 10  | 8   | 8   | 8   | Ret | Ret | Ret | 11  | 11  | Ret | Ret | 14  | DNS | 13  | 13  | 10  |
| 12  | Elide Racing             | 10  | 11  | 14  | 12  | EX  | EX  | 7   | 10  |     |     | 13  | 12  |     |     | Ret | Ret | 6   |
| 13  | Formax Racing            | 14  | 9   | 16  | Ret | 12  | Ret |     |     |     |     |     |     |     |     |     |     | 2   |
| 14  | TCR Formax               |     |     |     |     |     |     | 15  | 12  |     |     |     |     |     |     |     |     | 0   |
| NC  | Promodrive Racing        | DNS | DNS |     |     |     |     |     |     |     |     |     |     |     |     |     |     | 0   |
| Pos | Escudería                | VAL | VAL | BAR | BAR | JAR | JAR | ALB | ALB | MAG | MAG | DON | DON | MON | MON | VAL | VAL | Pts |

### Trofeo de las Naciones
- Se coje el resultado del piloto perteneciente a un país mejor posicionado en carrera, se incluyen también los puntos por vuelta rápida.

| Pos | País      | VAL | VAL | BAR | BAR | JAR | JAR | ALB | ALB | MAG | MAG | DON | DON | MON | MON | VAL | VAL | Pts |
| --- | --------- | --- | --- | --- | --- | --- | --- | --- | --- | --- | --- | --- | --- | --- | --- | --- | --- | --- |
| 1   | España    | 2   | 1   | 3   | 2   | 1   | 2   | 4   | 4   | 4   | 1   | 1   | 1   | 6   | 3   | 2   | 1   | 254 |
| 2   | Italia    | 1   | 4   | 1   | 1   | 5   | 5   | 1   | 1   | 7   | 3   | 3   | 8   | 1   | 4   | 1   | 2   | 226 |
| 3   | Francia   | 6   | 2   | 4   | 4   | 7   | 1   | 3   | 3   | 2   | 2   | 6   | 3   | 2   | 1   | 3   | 6   | 194 |
| 4   | Portugal  | 3   | 6   | 2   | 3   | 2   | 12  | 9   | 2   | 1   | Ret | 5   | 5   | 3   | 2   | 4   | 3   | 168 |
| 5   | Suiza     | 8   | Ret | 5   | 7   | 3   | 6   | 6   | 8   | 14  | 10  | 9   | 9   | 12  | 8   | 7   | 10  | 55  |
| 6   | Chile     | Ret | Ret | 7   | 9   | Ret | DNS | Ret | 6   | 15  | Ret | Ret | Ret | 5   | Ret | 12  | 9   | 22  |
| 7   | Hungría   | 14  | 9   | 16  | Ret | 12  | Ret |     |     |     |     |     |     |     |     |     |     | 2   |
| 8   | Argentina | 17  | Ret | 15  | 13  |     |     |     |     |     |     |     |     |     |     |     |     | 0   |
| Pos | Escudería | VAL | VAL | BAR | BAR | JAR | JAR | ALB | ALB | MAG | MAG | DON | DON | MON | MON | VAL | VAL | Pts |

| Pos | Piloto             | Pts |
| --- | ------------------ | --- |
| 1   | Antonio García     | 199 |
| 2   | Joël Camathias     | 54  |
| 3   | Víctor Ordóñez     | 23  |
| 4   | Paulo Alho         | 0   |
| 5   | Fernando Navarrete | 0   |
| 6   | Francesca Pardini  | 0   |
| 7   | Diego Iencinella   | 0   |
| Pos | Piloto             | Pts |

| Pos | Piloto               | Pts |
| --- | -------------------- | --- |
| 1   | Giuseppe Burlotti    | 182 |
| 2   | Andrea Belicchi      | 90  |
| 3   | Mateo Bobbi          | 34  |
| 4   | Alessandro Gavazonni | 3   |
| 5   | Giovanni Anapoli     | 0   |
| 6   | Francesca Pardini    | 0   |
| 7   | Riccardo Ronchi      | 0   |
| Pos | Piloto               | Pts |